# 诺亚·哈弗德
诺亚·哈弗德（英語：Noah Havard，2000年10月11日—），澳大利亚男子皮划艇运动员，2022年世界U23皮划艇竞速锦标赛男子四人皮艇500米铜牌得主、2024年夏季奥林匹克运动会男子四人皮艇500米银牌得主。